# Krasonice
Krasonice är en ort i Tjeckien.   Den ligger i regionen Vysočina, i den centrala delen av landet, 140 km sydost om huvudstaden Prag. Krasonice ligger 547 meter över havet och antalet invånare är 231.
Terrängen runt Krasonice är lite kuperad. Runt Krasonice är det ganska glesbefolkat, med 25 invånare per kvadratkilometer. Närmaste större samhälle är Moravské Budějovice, 15,6 km öster om Krasonice. Trakten runt Krasonice består till största delen av jordbruksmark.